# Élections législatives de 1993 dans le Val-d'Oise
Les élections législatives françaises de 1993 se déroulent les 12 et 21 mars. Dans le département du Val-d'Oise, neuf députés sont à élire dans le cadre de neuf circonscriptions.

## Élus
| Circonscription | Député sortant                                     | Parti  | Parti    | Député élu ou réélu   | Parti | Parti    |
| --------------- | -------------------------------------------------- | ------ | -------- | --------------------- | ----- | -------- |
| 1re             | Vacant                                             | Vacant | Vacant   | Philippe Houillon     |       | UDF (PR) |
| 2e              | Alain Richard                                      |        | PS       | Christian Gourmelen   |       | UDF (PR) |
| 3e              | Jean-Pierre Béquet                                 |        | PS       | Jean Bardet           |       | RPR      |
| 4e              | Francis Delattre                                   |        | UDF (PR) | Francis Delattre      |       | UDF (PR) |
| 5e              | Robert Montdargent                                 |        | PCF      | Georges Mothron       |       | RPR      |
| 6e              | Jean-Pierre Delalande                              |        | RPR      | Jean-Pierre Delalande |       | RPR      |
| 7e              | Marie-France Lecuir                                |        | PS       | Raymond Lamontagne    |       | RPR      |
| 8e              | Bernard Angels suppléant de Dominique Strauss-Kahn |        | PS       | Pierre Lellouche      |       | RPR      |
| 9e              | Michel Coffineau                                   |        | PS       | Marcel Porcher        |       | RPR      |

## Positionnement des partis
Les candidats d'alliance RPR-UDF et divers droite se présentent sous la bannière de l'Union pour la France et ceux du Parti socialiste derrière l'Alliance des Français pour le Progrès. Par ailleurs, Les Verts et Génération écologie s'unissent sous l'étiquette Entente des écologistes.

## Résultats

### Résultats à l'échelle du département
| Parti          | Parti                                       | Premier tour | Premier tour | Second tour | Second tour | Sièges |
| Parti          | Parti                                       | Voix         | %            | Voix        | %           | Sièges |
| -------------- | ------------------------------------------- | ------------ | ------------ | ----------- | ----------- | ------ |
|                | Union pour la démocratie française          | 69 736       | 18,03        | 94 980      | 28,62       | 2      |
|                | Rassemblement pour la République            | 68 461       | 17,70        | 119 747     | 36,08       | 7      |
|                | Divers droite                               | 8 234        | 2,13         |             |             | 0      |
|                | Centre national des indépendants et paysans | 5 084        | 1,31         | 0           |             |        |
|                | Union pour la France                        | 151 515      | 39,17        | 214 727     | 64,69       | 9      |
|                |                                             |              |              |             |             |        |
|                | Parti socialiste                            | 57 541       | 14,88        | 57 352      | 17,28       | 0      |
|                | Mouvement des radicaux de gauche            | 5 132        | 1,33         |             |             | 0      |
|                | Divers gauche (Maj. prés.)                  | 1 711        | 0,44         | 0           |             |        |
|                | Alliance des Français pour le progrès       | 64 384       | 16,64        | 57 352      | 17,28       | 0      |
|                |                                             |              |              |             |             |        |
|                | Génération écologie                         | 21 389       | 5,53         |             |             | 0      |
|                | Les Verts                                   | 16 308       | 4,22         | 0           |             |        |
|                | Entente des écologistes                     | 37 697       | 9,75         |             |             | 0      |
|                |                                             |              |              |             |             |        |
|                | Front national                              | 65 440       | 16,92        | 42 035      | 12,66       | 0      |
|                | Parti communiste français                   | 39 208       | 10,14        | 17 797      | 5,36        | 0      |
|                | Divers écologiste dont LT-LNÉ               | 12 650       | 3,27         |             |             | 0      |
|                | Extrême gauche dont LCR, LO, PT et SÉGA     | 7 473        | 1,93         | 0           |             |        |
|                | Extrême droite                              | 7 089        | 1,83         | 0           |             |        |
|                | Divers dont PLN                             | 1 366        | 0,35         | 0           |             |        |
|                |                                             |              |              |             |             |        |
| Inscrits       | Inscrits                                    | 594 319      | 100,00       | 594 195     | 100,00      | 9      |
| Abstentions    | Abstentions                                 | 191 902      | 32,29        | 211 983     | 35,68       |        |
| Votants        | Votants                                     | 402 417      | 67,71        | 382 212     | 64,32       |        |
| Blancs et nuls | Blancs et nuls                              | 15 595       | 3,88         | 50 301      | 13,16       |        |
| Exprimés       | Exprimés                                    | 386 822      | 96,12        | 331 911     | 86,84       |        |

### Résultats par circonscription

#### Première circonscription (Pontoise)
| Candidat       | Candidat               | Parti                      | Premier tour | Premier tour | Second tour | Second tour |  |
| Candidat       | Candidat               | Parti                      | Voix         | %            | Voix        | %           |  |
| -------------- | ---------------------- | -------------------------- | ------------ | ------------ | ----------- | ----------- |  |
|                | Philippe Houillon élu  | UDF (PR)                   | 15 086       | 33,56        | 23 766      | 60,56       |  |
|                | Marie-Thérèse Philippe | FN                         | 8 217        | 18,28        | 11 904      | 33,37       |  |
|                | Jean-Pierre Muller     | PS (ADFP)                  | 6 430        | 14,3         |             |             |  |
|                | Pascal Tourbe          | GÉ (EÉ)                    | 4 655        | 10,35        |             |             |  |
|                | Robert Lebastard       | PCF                        | 4 056        | 9,02         |             |             |  |
|                | Fabrice Saussez        | diss. RPR                  | 2 408        | 5,36         |             |             |  |
|                | Pascale Boisnard       | LT-LNÉ                     | 1 538        | 3,42         |             |             |  |
|                | Jean Mennecier         | Extrême gauche             | 964          | 2,14         |             |             |  |
|                | Marcel Lopez           | CNIP                       | 616          | 1,37         |             |             |  |
|                | Pierre Rauscher        | Divers gauche (Maj. prés.) | 498          | 1,11         |             |             |  |
|                | Christian Debrosse     | RDRP                       | 348          | 0,77         |             |             |  |
|                | Serge Berry            | Divers droite              | 140          | 0,31         |             |             |  |
|                |                        |                            |              |              |             |             |  |
| Inscrits       | Inscrits               | Inscrits                   | 66 890       | 100,00       | 66 877      | 100,00      |  |
| Abstentions    | Abstentions            | Abstentions                | 19 809       | 29,61        | 22 844      | 34,16       |  |
| Votants        | Votants                | Votants                    | 47 081       | 70,39        | 44 033      | 65,84       |  |
| Blancs et nuls | Blancs et nuls         | Blancs et nuls             | 2 125        | 4,51         | 8 363       | 18,99       |  |
| Exprimés       | Exprimés               | Exprimés                   | 44 956       | 95,49        | 35 670      | 81,01       |  |

#### Deuxième circonscription (Saint-Ouen-l'Aumône)
| Candidat       | Candidat                | Parti          | Premier tour | Premier tour | Second tour | Second tour |  |
| Candidat       | Candidat                | Parti          | Voix         | %            | Voix        | %           |  |
| -------------- | ----------------------- | -------------- | ------------ | ------------ | ----------- | ----------- |  |
|                | Christian Gourmelen élu | UDF (PR)       | 21 007       | 36,21        | 31 473      | 55,48       |  |
|                | Alain Richard sortant   | PS (ADFP)      | 12 899       | 22,24        | 25 259      | 44,52       |  |
|                | Marc George             | FN             | 9 287        | 16,01        |             |             |  |
|                | Patrick Desoeuvre       | GÉ (EÉ)        | 6 505        | 11,21        |             |             |  |
|                | Laurent Dumond          | PCF            | 3 137        | 5,41         |             |             |  |
|                | Gilles Fleury           | LT-LNÉ         | 2 535        | 4,37         |             |             |  |
|                | Dominique Palacio       | LO             | 1 019        | 1,76         |             |             |  |
|                | Norbert Trichard        | PT             | 632          | 1,09         |             |             |  |
|                | Jean-Pierre Boufflet    | CNIP           | 520          | 0,9          |             |             |  |
|                | François Rippe          | LCR            | 468          | 0,81         |             |             |  |
|                | Véronique Lacroix       | RDRP           | 0            | 0            |             |             |  |
|                |                         |                |              |              |             |             |  |
| Inscrits       | Inscrits                | Inscrits       | 86 889       | 100,00       | 86 881      | 100,00      |  |
| Abstentions    | Abstentions             | Abstentions    | 26 646       | 30,67        | 26 396      | 30,38       |  |
| Votants        | Votants                 | Votants        | 60 243       | 69,33        | 60 485      | 69,62       |  |
| Blancs et nuls | Blancs et nuls          | Blancs et nuls | 2 234        | 3,71         | 3 753       | 6,2         |  |
| Exprimés       | Exprimés                | Exprimés       | 58 009       | 96,29        | 56 732      | 93,8        |  |

#### Troisième circonscription (Herblay)
| Candidat       | Candidat                   | Parti          | Premier tour | Premier tour | Second tour | Second tour |  |
| Candidat       | Candidat                   | Parti          | Voix         | %            | Voix        | %           |  |
| -------------- | -------------------------- | -------------- | ------------ | ------------ | ----------- | ----------- |  |
|                | Jean Bardet élu            | RPR            | 11 660       | 36,24        | 16 564      | 53,49       |  |
|                | Yves Galland               | UDF (Rad)      | 8 116        | 17,08        | 14 400      | 46,51       |  |
|                | Jean-Pierre Béquet sortant | PS (ADFP)      | 7 397        | 15,57        |             |             |  |
|                | Jean Cuignache             | FN             | 7 366        | 15,51        |             |             |  |
|                | Robert Hue                 | PCF            | 5 768        | 12,14        |             |             |  |
|                | Pierre-Francois Simeoni    | Les Verts (EÉ) | 5 055        | 10,64        |             |             |  |
|                | Françoise Pieroni          | LT-LNÉ         | 903          | 1,9          |             |             |  |
|                | Gérard Ladame              | RDRP           | 665          | 1,4          |             |             |  |
|                | Brigitte Roy               | UÉD            | 310          | 0,65         |             |             |  |
|                | Suzanne Delaval            | AP             | 265          | 0,56         |             |             |  |
|                |                            |                |              |              |             |             |  |
| Inscrits       | Inscrits                   | Inscrits       | 72 047       | 100,00       | 72 044      | 100,00      |  |
| Abstentions    | Abstentions                | Abstentions    | 22 556       | 31,31        | 31 249      | 43,37       |  |
| Votants        | Votants                    | Votants        | 49 491       | 68,69        | 40 795      | 56,63       |  |
| Blancs et nuls | Blancs et nuls             | Blancs et nuls | 1 986        | 4,01         | 9 831       | 24,1        |  |
| Exprimés       | Exprimés                   | Exprimés       | 47 505       | 95,99        | 30 964      | 75,9        |  |

#### Quatrième circonscription (Franconville)
| Candidat       | Candidat                       | Parti                      | Premier tour | Premier tour | Second tour | Second tour |  |
| Candidat       | Candidat                       | Parti                      | Voix         | %            | Voix        | %           |  |
| -------------- | ------------------------------ | -------------------------- | ------------ | ------------ | ----------- | ----------- |  |
|                | Francis Delattre sortant réélu | UDF (PR)                   | 17 178       | 38,41        | 25 341      | 72,54       |  |
|                | Jean-Pierre Guidon             | FN                         | 6 668        | 14,91        | 9 594       | 27,46       |  |
|                | François Gayet                 | GÉ (EÉ)                    | 5 703        | 12,75        |             |             |  |
|                | Marcel Chermeux                | MRG (ADFP)                 | 5 132        | 11,48        |             |             |  |
|                | Rosita Jaouen                  | PCF                        | 2 746        | 6,14         |             |             |  |
|                | Fabrice David                  | UÉD                        | 1 492        | 3,34         |             |             |  |
|                | Jean-Noël Romani               | diss. RPR                  | 1 252        | 2,8          |             |             |  |
|                | Jean-Marc Réa                  | CNIP                       | 1 169        | 2,61         |             |             |  |
|                | Denis Quinqueton               | Divers gauche (Maj. prés.) | 822          | 1,84         |             |             |  |
|                | Jean-Claude Bon                | LO                         | 791          | 1,77         |             |             |  |
|                | Simone Guyon                   | RDRP                       | 773          | 1,73         |             |             |  |
|                | Joël Gaudot                    | LT-LNÉ                     | 711          | 1,59         |             |             |  |
|                | Benoît Frappé                  | PLN                        | 166          | 0,37         |             |             |  |
|                | Dora Bettini                   | AP                         | 118          | 0,26         |             |             |  |
|                |                                |                            |              |              |             |             |  |
| Inscrits       | Inscrits                       | Inscrits                   | 68 619       | 100,00       | 68 619      | 100,00      |  |
| Abstentions    | Abstentions                    | Abstentions                | 22 128       | 32,25        | 26 088      | 38,02       |  |
| Votants        | Votants                        | Votants                    | 46 491       | 67,75        | 42 531      | 61,98       |  |
| Blancs et nuls | Blancs et nuls                 | Blancs et nuls             | 1 770        | 3,81         | 7 596       | 17,86       |  |
| Exprimés       | Exprimés                       | Exprimés                   | 44 721       | 96,19        | 34 935      | 82,14       |  |

#### Cinquième circonscription (Argenteuil)
| Candidat       | Candidat                   | Parti                      | Premier tour | Premier tour | Second tour | Second tour |  |
| Candidat       | Candidat                   | Parti                      | Voix         | %            | Voix        | %           |  |
| -------------- | -------------------------- | -------------------------- | ------------ | ------------ | ----------- | ----------- |  |
|                | Georges Mothron élu        | RPR (UPF)                  | 9 455        | 24,99        | 20 011      | 52,93       |  |
|                | Robert Montdargent sortant | PCF                        | 9 247        | 24,44        | 17 797      | 47,07       |  |
|                | Michel Bischoff            | FN                         | 7 305        | 19,31        |             |             |  |
|                | Manuel Valls               | PS (ADFP)                  | 4 517        | 11,94        |             |             |  |
|                | Alain Chancel              | Les Verts (EÉ)             | 2 946        | 7,79         |             |             |  |
|                | Patrice Crunil             | LO                         | 917          | 2,42         |             |             |  |
|                | Jean Piéroni               | LT-LNÉ                     | 713          | 1,88         |             |             |  |
|                | Lucien Amourette           | CNIP                       | 710          | 1,88         |             |             |  |
|                | Brigitte Midoux            | RDRP                       | 660          | 1,74         |             |             |  |
|                | André Richard              | Divers                     | 533          | 1,41         |             |             |  |
|                | Daniel Frigara             | PT                         | 378          | 1            |             |             |  |
|                | Daniel Assouline           | LCR                        | 249          | 0,66         |             |             |  |
|                | Pierre Malet               | Divers gauche (Maj. prés.) | 202          | 0,53         |             |             |  |
|                |                            |                            |              |              |             |             |  |
| Inscrits       | Inscrits                   | Inscrits                   | 60 535       | 100,00       | 60 527      | 100,00      |  |
| Abstentions    | Abstentions                | Abstentions                | 21 230       | 35,07        | 20 295      | 33,53       |  |
| Votants        | Votants                    | Votants                    | 39 305       | 64,93        | 40 232      | 66,47       |  |
| Blancs et nuls | Blancs et nuls             | Blancs et nuls             | 1 473        | 3,75         | 2 424       | 6,03        |  |
| Exprimés       | Exprimés                   | Exprimés                   | 37 832       | 96,25        | 37 808      | 93,97       |  |

#### Sixième circonscription (Sannois)
| Candidat       | Candidat                            | Parti          | Premier tour | Premier tour | Second tour | Second tour |  |
| Candidat       | Candidat                            | Parti          | Voix         | %            | Voix        | %           |  |
| -------------- | ----------------------------------- | -------------- | ------------ | ------------ | ----------- | ----------- |  |
|                | Jean-Pierre Delalande sortant réélu | RPR (UPF)      | 17 748       | 42,01        | 24 747      | 72,19       |  |
|                | Jean-Michel Dubois                  | FN             | 7 347        | 17,39        | 9 533       | 27,81       |  |
|                | François Ballestracci               | PS (ADFP)      | 6 448        | 15,26        |             |             |  |
|                | Louis Perrier                       | Les Verts (EÉ) | 4 000        | 9,47         |             |             |  |
|                | René Raymond                        | PCF            | 3 073        | 7,27         |             |             |  |
|                | Jean-Pierre Le Denmat               | CNIP           | 1 300        | 3,08         |             |             |  |
|                | Mireille Lansardière                | LT-LNÉ         | 977          | 2,31         |             |             |  |
|                | Franck Landouch                     | RDRP           | 775          | 1,83         |             |             |  |
|                | Jean-François Touzé                 | AP             | 321          | 0,76         |             |             |  |
|                | Sylvio Valente                      | UDI            | 142          | 0,34         |             |             |  |
|                | Paul Fetting                        | PLN            | 115          | 0,27         |             |             |  |
|                |                                     |                |              |              |             |             |  |
| Inscrits       | Inscrits                            | Inscrits       | 64 866       | 100,00       | 64 866      | 100,00      |  |
| Abstentions    | Abstentions                         | Abstentions    | 20 999       | 32,37        | 24 055      | 37,08       |  |
| Votants        | Votants                             | Votants        | 43 867       | 67,63        | 40 811      | 62,92       |  |
| Blancs et nuls | Blancs et nuls                      | Blancs et nuls | 1 621        | 3,7          | 6 531       | 16          |  |
| Exprimés       | Exprimés                            | Exprimés       | 42 246       | 96,3         | 34 280      | 84          |  |

#### Septième circonscription (Montmorency)
| Candidat       | Candidat                     | Parti          | Premier tour | Premier tour | Second tour | Second tour |  |
| Candidat       | Candidat                     | Parti          | Voix         | %            | Voix        | %           |  |
| -------------- | ---------------------------- | -------------- | ------------ | ------------ | ----------- | ----------- |  |
|                | Raymond Lamontagne élu       | RPR            | 13 385       | 28,29        | 27 130      | 59,53       |  |
|                | Marie-France Lecuir sortante | PS (ADFP)      | 8 478        | 17,92        | 18 445      | 40,47       |  |
|                | Jean-Thierry Gampert         | FN             | 7 634        | 16,14        |             |             |  |
|                | François Froment-Meurice     | UDF (CDS)      | 6 821        | 14,42        |             |             |  |
|                | Jean-Pierre Petiteau         | Les Verts (EÉ) | 4 307        | 9,1          |             |             |  |
|                | Denis Duvot                  | PCF            | 3 158        | 6,68         |             |             |  |
|                | Cécile De Waele              | LT-LNÉ         | 1 084        | 2,29         |             |             |  |
|                | Bernard Lepidi               | CNIP           | 769          | 1,63         |             |             |  |
|                | Lucette Ollier               | RDRP           | 606          | 1,28         |             |             |  |
|                | Daphnée Patroix              | 1P             | 407          | 0,86         |             |             |  |
|                | Bruno Giuliani               | LCR            | 386          | 0,82         |             |             |  |
|                | Sylvain Ramsamy              | Divers         | 275          | 0,58         |             |             |  |
|                |                              |                |              |              |             |             |  |
| Inscrits       | Inscrits                     | Inscrits       | 72 741       | 100,00       | 72 735      | 100,00      |  |
| Abstentions    | Abstentions                  | Abstentions    | 23 623       | 32,48        | 23 568      | 32,4        |  |
| Votants        | Votants                      | Votants        | 49 118       | 67,52        | 49 167      | 67,6        |  |
| Blancs et nuls | Blancs et nuls               | Blancs et nuls | 1 808        | 3,68         | 3 592       | 7,31        |  |
| Exprimés       | Exprimés                     | Exprimés       | 47 310       | 96,32        | 45 575      | 92,69       |  |

#### Huitième circonscription (Sarcelles)
| Candidat       | Candidat                       | Parti          | Premier tour | Premier tour | Second tour | Second tour |  |
| Candidat       | Candidat                       | Parti          | Voix         | %            | Voix        | %           |  |
| -------------- | ------------------------------ | -------------- | ------------ | ------------ | ----------- | ----------- |  |
|                | Pierre Lellouche élu           | RPR            | 7 831        | 27,7         | 14 330      | 51,22       |  |
|                | Dominique Strauss-Kahn sortant | PS (ADFP)      | 6 087        | 21,53        | 13 648      | 48,78       |  |
|                | Jean-Pierre Girod              | FN             | 5 226        | 18,49        |             |             |  |
|                | Henri Cukierman                | PCF            | 3 850        | 13,62        |             |             |  |
|                | Fanny Mergui                   | GÉ (EÉ)        | 1 533        | 5,42         |             |             |  |
|                | Guy Corre                      | UDF (PR)       | 1 528        | 5,41         |             |             |  |
|                | Christine Gaudot               | LT-LNÉ         | 908          | 3,21         |             |             |  |
|                | Dominique Blondel              | SÉGA           | 486          | 1,72         |             |             |  |
|                | Mohamed El Marbati             | LO             | 388          | 1,37         |             |             |  |
|                | Roger Anglo                    | Régionaliste   | 277          | 0,98         |             |             |  |
|                | Philippe Lavaud                | AP             | 154          | 0,54         |             |             |  |
|                |                                |                |              |              |             |             |  |
| Inscrits       | Inscrits                       | Inscrits       | 46 751       | 100,00       | 46 670      | 100,00      |  |
| Abstentions    | Abstentions                    | Abstentions    | 17 355       | 37,12        | 16 707      | 35,8        |  |
| Votants        | Votants                        | Votants        | 29 396       | 62,88        | 29 963      | 64,2        |  |
| Blancs et nuls | Blancs et nuls                 | Blancs et nuls | 1 128        | 3,84         | 1 985       | 6,62        |  |
| Exprimés       | Exprimés                       | Exprimés       | 28 268       | 96,16        | 27 978      | 93,38       |  |

#### Neuvième circonscription (Gonesse)
| Candidat       | Candidat                 | Parti                      | Premier tour | Premier tour | Second tour | Second tour |  |
| Candidat       | Candidat                 | Parti                      | Voix         | %            | Voix        | %           |  |
| -------------- | ------------------------ | -------------------------- | ------------ | ------------ | ----------- | ----------- |  |
|                | Marcel Porcher élu       | RPR (UPF)                  | 8 382        | 23,3         | 16 965      | 60,66       |  |
|                | Gilbert Cottinet         | FN                         | 6 390        | 17,76        | 11 004      | 39,34       |  |
|                | Michel Coffineau sortant | PS (ADFP)                  | 5 285        | 14,69        |             |             |  |
|                | Élizabeth Hermanville    | diss. RPR                  | 4 292        | 11,93        |             |             |  |
|                | Michel Toumazet          | PCF                        | 4 173        | 11,6         |             |             |  |
|                | Michel Cantal-Dupart     | GÉ (EÉ)                    | 2 993        | 8,32         |             |             |  |
|                | Robert Tessier           | Extrême droite             | 1 508        | 4,19         |             |             |  |
|                | Bernard Manovelli        | LT-LNÉ                     | 1 479        | 4,11         |             |             |  |
|                | Jérôme Carey             | LO                         | 588          | 1,63         |             |             |  |
|                | Jacques Girard           | RDRP                       | 343          | 0,95         |             |             |  |
|                | Michel Bousquet          | LCR                        | 206          | 0,57         |             |             |  |
|                | Bernard Manca            | Divers gauche (Maj. prés.) | 189          | 0,53         |             |             |  |
|                | Francis Beuchard         | AP                         | 146          | 0,41         |             |             |  |
|                | Bernard Gauer            | Extrême gauche             | 1            | 0            |             |             |  |
|                |                          |                            |              |              |             |             |  |
| Inscrits       | Inscrits                 | Inscrits                   | 54 981       | 100,00       | 54 976      | 100,00      |  |
| Abstentions    | Abstentions              | Abstentions                | 17 556       | 31,93        | 20 781      | 37,8        |  |
| Votants        | Votants                  | Votants                    | 37 425       | 68,07        | 34 195      | 62,2        |  |
| Blancs et nuls | Blancs et nuls           | Blancs et nuls             | 1 450        | 3,87         | 6 226       | 18,21       |  |
| Exprimés       | Exprimés                 | Exprimés                   | 35 975       | 96,13        | 27 969      | 81,79       |  |